# 北张乡
北张乡，是中华人民共和国山西省吕梁市文水县下辖的一个乡镇级行政单位。

## 行政区划
北张乡下辖以下地区：
北张村、南张村、苏家堡村、郑家庄村、南武涝村、北武涝村、西宜亭村、东宜亭村、上河头村和武村。